# Setodes bulgaricus
Setodes bulgaricus is een schietmot uit de familie Leptoceridae. De soort komt voor in het Palearctisch gebied.